# Rappenkrieg (Vorderösterreich)
Der Rappenkrieg, der von Juli 1612 bis September 1614 dauerte, war ein Konflikt im Süden des vorderösterreichischen Oberamts Breisgau. Involviert waren die österreichische Regierung sowie aufständische Bauern aus Gebieten, die heute im Schweizer Kanton Aargau und im Süden des deutschen Bundeslandes Baden-Württemberg liegen, beidseits des Hochrheins. Der Konflikt ist nicht zu verwechseln mit dem Basler Rappenkrieg von 1591 bis 1594, obwohl er ähnliche Ursachen hatte.

## Geschichte
Auslöser der Auseinandersetzungen war die Erhöhung der Umsatzsteuer auf Wein um einen Rappenpfennig pro Mass. Bauernvertreter aus dem Fricktal, dem Hotzenwald, dem Wehratal und vom Dinkelberg hielten im März 1612 eine Versammlung in der Fricktaler Gemeinde Mumpf ab. Ergebnis der Versammlung war ein Beschwerdebrief an die vorderösterreichischen Behörden in Ensisheim (heute Elsass). Die Bauern klagten nicht nur über die in ihren Augen ungerechtfertigte Steuererhöhung, sondern auch über zunehmende Frondienste, wirtschaftliche Probleme aufgrund von Missernten und die Untätigkeit der Behörden gegenüber „Hexen und Unholden“.
Doch die Regierung ging nicht auf die Beschwerden ein und verlangte, dass die Bauern sich unterwarfen. Im Juli 1612 kam es bei Mumpf zu Verhandlungen zwischen Regierungsvertretern und rund 800 bewaffneten Bauern, die jedoch ergebnislos blieben. Als Folge davon brach ein offener Aufstand aus.
Die Waldstädte lehnten es ab, sich mit den Bauern der umliegenden Dörfer zu verbünden. Die Bauern behinderten den Handel in Waldshut und Säckingen und gruben Laufenburg das Trinkwasser ab. Für die Belagerung von Rheinfelden fehlte jedoch das nötige Material, weshalb man sich auf die Verwüstung des Vorgeländes beschränkte. Die Aufständischen gingen gewaltsam gegen das Kloster Olsberg vor und beschossen die Kommende Beuggen.
Als die österreichische Regierung Truppen entsandte, um den Aufstand niederzuschlagen, wandten sich die rebellischen Bauern an die Eidgenossenschaft und baten um Vermittlung. Im September 1614 begaben sich Abgesandte sämtlicher eidgenössischen Orte nach Rheinfelden, um zwischen den Parteien über eine friedliche Beilegung des Konflikts zu vermitteln. Nach acht Tagen konnte die Regierung die Steuererhöhung zwar durchsetzen, musste aber auf ein hartes Vorgehen gegen die Bauern verzichten. Deren Anführer kamen mit milden Strafen davon.